# ジェームズ・プレスコット・ジュール
ジェームズ・プレスコット・ジュール（英: James Prescott Joule, 1818年12月24日 - 1889年10月11日）はイギリスの物理学者。生涯、大学などの研究職に就くことなく、家業の醸造業を営むかたわら研究を行った。ジュールの法則を発見し、熱の仕事当量の値を明らかにするなど、熱力学の発展に重要な寄与をした。熱量の単位ジュールに、その名をとどめる。

## 生涯

### 生い立ち
1818年、マンチェスター近郊のサルフォードにて裕福な醸造家の次男として誕生。マンチェスター文学科学協会に所属した醸造業者だった。病弱であったため正規の学校教育は全く受けず、自宅にて家庭教師について学習を行った。家庭教師の1人には、原子論で有名なジョン・ドルトンがいた（1834年から3年間、科学や数学の初歩を学んだ）。成人後は、家業の醸造業を営むかたわら、自宅の一室を改造した研究室で実験を行った。

### ジュールの法則
ジュールがはじめに取り組んだのはボルタ電池を使った電動機（モータ）の実験であった。ジュールは、電動機で使用する電磁石の引力は、電流の2乗に比例することを発見した。一方で、ボルタ電池に必要なエネルギーは電流に比例するので、ボルタ電池を使用して大きな電流を流せば効率の良い動力が作り出せると考えた。しかし、結果的には、ボルタ電池で電流を発生させるには、亜鉛などの物質が消費されてしまうため、動力の効率としては、当時存在していた蒸気機関を超えられないことが明らかになった。
新しい動力を作り出すというこころみはこうして失敗に終わったが、この実験の後、ジュールの関心は電流そのものに向けられるようになった。とりわけ、電気のエネルギーが熱エネルギーに変わることに注目した。
そこでジュールは、水に入れた導線にボルタ電池を使って電流を流し、そのときの水の温度上昇を測定するという実験を行った。そしてその結果、電流によって発生する熱量Qは、流した電流Iの2乗と、導体の電気抵抗Rに比例することを発見した。すなわち、
{\displaystyle Q=RI^{2}}
となる。ジュールは1840年、この結果を英国王立協会に発表し、さらに詳細な論文を『フィロソフィカル・マガジン』誌に発表した。これは現在ジュールの法則と呼ばれている。

### エネルギー保存則の発見
ボルタ電池を使うとジュールの法則にのっとった熱が得られることは明らかになったが、この熱がどこから生み出されたかについては知られていなかった。
この当時の熱学は、熱は物質であるとするカロリック説と、運動であるとする熱運動説の2つの説があった。カロリック説の基軸となっている熱量保存則によれば、熱は生み出されることはないのであるから、発生した熱はボルタ電池から移動してきたと考えられる。
1843年、ジュールは、おもりの力によって水中でコイルを回転させる実験を行った。コイルを回転させると誘導電流が発生し、水の温度が上昇する。この場合も熱量保存則では、コイルから熱が移動するため、コイル自身は温度が下がっているはずである。一方、「熱は物質でなく振動状態と考えるなら、単なる力学的作用によって、たとえば銅線でできたコイルを永久磁石の磁極の前で回転させるというようなことによって、熱が作り出されないとする理由は何もないように思える」ジュールは、コイルを含めた全体の温度変化を測ることで、熱がコイルから移動してきたのか、それとも新たに発生したのかを確かめようとしたのである。
実験の結果、水の温度上昇はボルタ電池のときと同じく、ジュールの法則が成り立つことが分かった。すなわち、コイルの温度変化は無く、熱は生み出されたものであることが確かめられたのである。ただしこのときジュールは、電磁気が機械的な力を熱に変えていると考えていた。
また、この実験装置でジュールは、仕事量がどれだけの割合で熱に変わるのかを示す数値、すなわち熱の仕事当量も測定した。13回の測定を行い、587から1040までの値を得たので、平均してJ=838ft-lbとした。これは現在の単位に換算するとJ=4.51[J]に相当する。

気体の膨張実験。図の左側に空気を入れ、右側は真空にする。真ん中のしきいを外すと空気が膨張する。しかし、気体は仕事をしていないので、温度は変わらない。

ジュールはその1か月後、細管からの水の圧出による発熱を利用して、J=770ft-lbの値を得た。さらにこの実験では、電流は使用していなかったので、磁電磁気は介在していない。よってジュールは、自らの考えを少し修正し、発生した熱は機械的な力そのものによるものであると結論した。
これらの結果は王立協会で発表されたが、評価されることはなかった。これは実験データのばらつきが大きかったのに加え、ジュールがまだ無名であったためでもあった。
ジュールはその後も熱の仕事当量の測定を行った。1844年には、気体を膨張、圧縮させることにより仕事当量を求めた。そして、この値は、仕事が熱に変わるときでも、逆に熱が仕事に変わるときでも等しいことを示した。この当時は、カルノーやクラペイロンの理論として、「熱が高温から低温へと移動するときに仕事が発生し、そのときに熱の消失はない」とする考えがあった。しかしジュールは、「この理論は、いかに巧妙であるにしても、公認された学問の原理に反するものであると私は思う」と否定し、熱自体が仕事に転化すると主張したのである。
なお、その際に、気体を単に膨張させただけでは気体の温度は変わらないことを確かめたが、これはカロリック説で信じられていた「膨張の潜熱」（気体は膨張するときに熱が潜在化されるので温度が下がるという考え）を否定するものであった。こうしてジュールは自らの理論を確かなものにしていった。

### 羽根車の実験とトムソンとの出会い
このような幾たびかにわたるジュールの仕事当量の測定は、相変わらず一般には認められなかった。1845年、ジュールはまた別の方法で仕事当量の測定を行った。これは、おもりの重さで水中の羽根車を回し、その運動による水の温度上昇を測定するという手法であった。この装置は、温度の変化を華氏0.005度の単位で測定できるという、当時では他に誰も実現できない精度をもっていた。ジュールは1845年以降、この手法で繰り返し測定を行った。

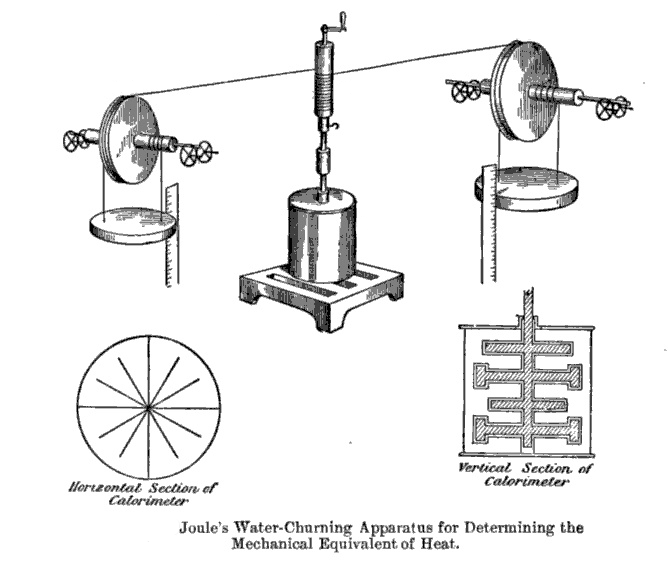
羽根車による熱の仕事当量測定装置

この実験も最初は無視され、2度目の発表（1847年）の際には、事前に司会から、手短に済ませるように注意を受けていた。そのため発表は簡単なものになったが、発表を終えたとき、出席者の一人が立ち上がり、内容に興味を惹かれたといった旨の発言をした。ウィリアム・トムソンであった。
こうして、ジュールはトムソンと親交を深めるようになった。ジュールはこの発表会の少し後にアメリア・グライムスと結婚し、新婚旅行でスイスに出かけたが、その際、偶然に旅行中のトムソンと出会っている。トムソンの話によれば、そのときジュールは温度計を持っていたという。ジュールは、滝が落ちるときに落下のエネルギーが熱に変わるから、滝の上と下では下のほうが温度が高くなっていると考え、それを実証しようとしていたのであった（実際には温度の差はごくわずかなものなので、手持ちの温度計では確かめられなかった）。
トムソンに認められた頃を境に、ジュールをとりまく環境にも変化が現れてきた。はじめはジュールの理論に賛同するものは異端者扱いされていたが、やがて、ジョージ・ストークスがトムソンに、「ジュールを信じる気になってきた」と語るなど、徐々に支持が広がっていった。1848年には、トリノの王立科学アカデミーの通信会員に選ばれた。さらに1849年に行った羽根車の実験は、マイケル・ファラデーの紹介のもと、王立学会で発表され、翌年にはジュールは王立協会フェローとなるにまで至ったのである。

### ジュール＝トムソン効果
1852年、ジュールはトムソンから、気体を自由膨張させると温度がわずかに下がるのではないかということを告げられた。ジュールは以前、外に対して仕事をしない気体の膨張では温度が変化しないことを確かめていたが、そのときの実験は、装置自体を水中にいれ、その水の温度変化を測定するという手法であったので、温度変化が少ない場合は変化を検出できなかった。そのため、トムソンの考えを確かめるには、より精密な測定を行う必要があった。
こうして、ジュールとトムソンの共同研究が始まった。実験装置は3馬力の仕事を出せる大きなもので、始めはジュールの醸造所を実験場所としたが、1854年に醸造所を売却した後は自宅で実験を行った。実験の結果、確かに膨張させると温度が下がることが確認された。この結果は1852年-1854年に発表され、現在ではジュール＝トムソン効果と呼ばれている。
論文発表後もこの実験は続けられ、1861年にジュールは引越しをしたときには、その引越し先でも実験を行っていたが、コンプレッサーの音がうるさいと隣の家から苦情が来たため中止された。
この実験を行っていた時期はジュールにとって不幸な出来事が続いた。裕福だったジュール家も没落が始まり、さらに1854年には妻アメリアを亡くし、もともと積極的でなかったジュールはさらに引きこもってしまった。そして1858年には父を失った。さらに1858年、ジュールは汽車の事故に遭遇し、それ以来汽車での旅を避けるようになった。精神的にも疲れが見られてきており、1860年、マンチェスターのオーエンズ・カレッジに物理学教授のポストが作られた時は、「実を言うと、脳を使いすぎるのは良くないと思っている。数年前、ちょっとした頭脳労働も手に余ると感じ、できる限りものを考えないようにした。徐々に良くなっているが、無理は良くないと思う。」という理由でこの職に応募しなかった。
1860年代に入っても、ジュール＝トムソン効果を確かめる実験で発生した騒音と煙にまつわる隣人との論争（「法律沙汰にする」とおびやかされた）や、熱の仕事当量の先取権に関する論争に関わるなど、波乱は続いた。

### 後半生

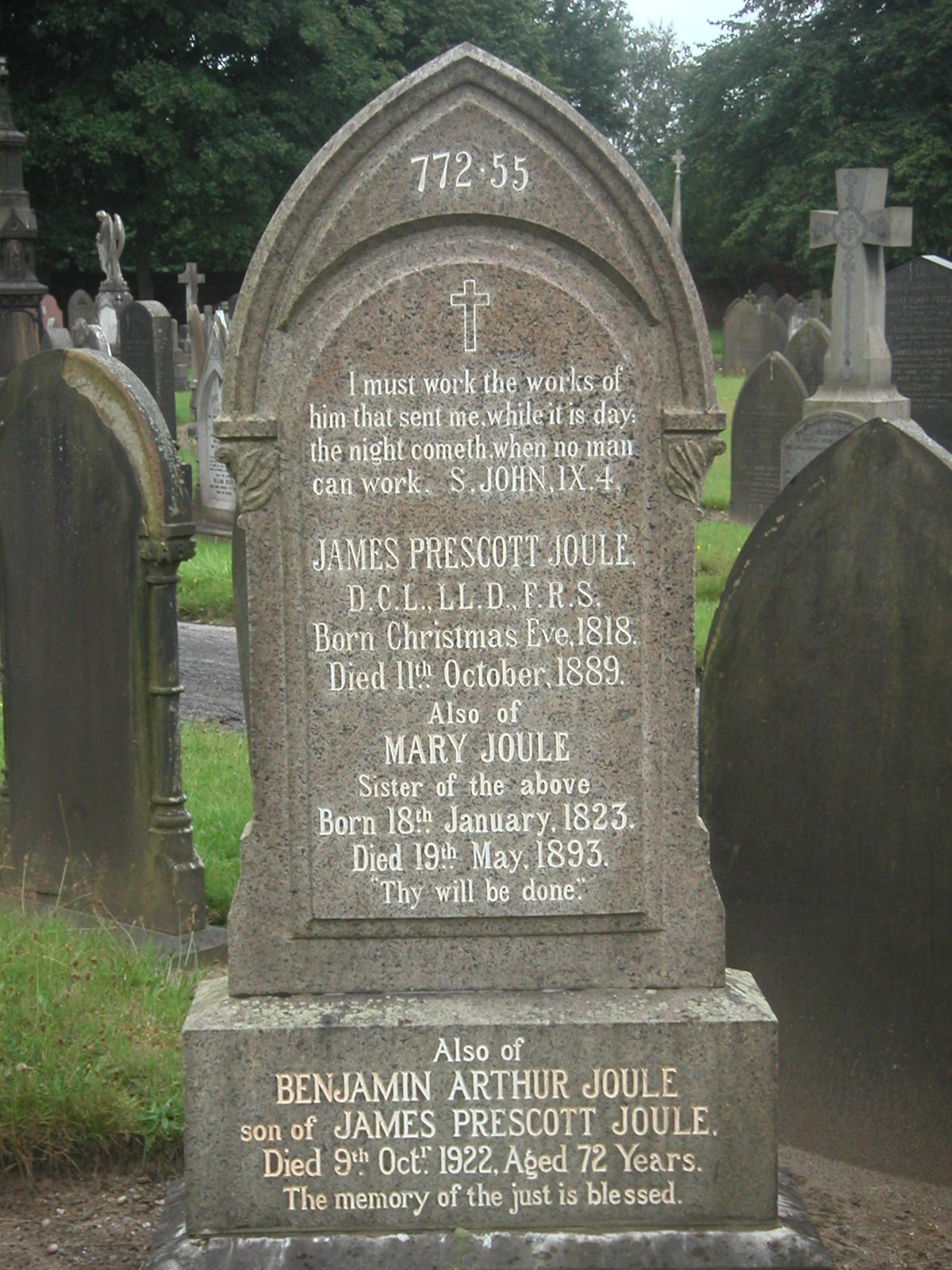
ジュールの墓。自身が1878年に求めた仕事当量の値(772.55ft-lb)が記されている

1868年、ジュールはジュール熱を利用した熱の仕事当量の実験を行った。これは1851年にトムソンから提案されていた実験であったが、その当時は精密な測定ができなかったために行えずにいた。実験はトムソンやマクスウェルらの協力のもとで行った。
同じ頃に、弾性体に関する研究も行っている。ゴムを加熱すると張力が増して収縮することは以前から知られていたが、ジュールはこの逆に、ゴムを断熱的に引き伸ばすと温度が上昇することを見出した。これは現在、グー=ジュール効果と呼ばれることがある。
王立協会より1852年にロイヤル・メダル、1870年にコプリ・メダルを受賞、1880年にはロイヤル・ソサエティ・オブ・アーツよりアルバート・メダルを受賞。1872年には英国科学振興協会の会長に選ばれ、ジュールの科学者としての名声は確立された。しかし1875年には、ジュールの財産は底をついてしまい、自力で実験を行うことができなくなった。そのため、その後は王立協会などから研究費を受けつつ実験を続けた。
1878年、ジュールは熱の仕事当量の測定結果を発表した。この実験は、1850年に測定した仕事当量の値と1868年に測定した値とが異なっていたため、科学振興協会から依頼を受けたために行ったものであった。そして、これがジュール最後の論文となった。
1878年以降は、政府から年200ポンドの年金が受けられるようになり、生活が確保された。その後は1887年に再び英国科学振興協会の会長となり、1884年と1887年には全集を出版した。そして、1889年セールにて死去した。

## 業績

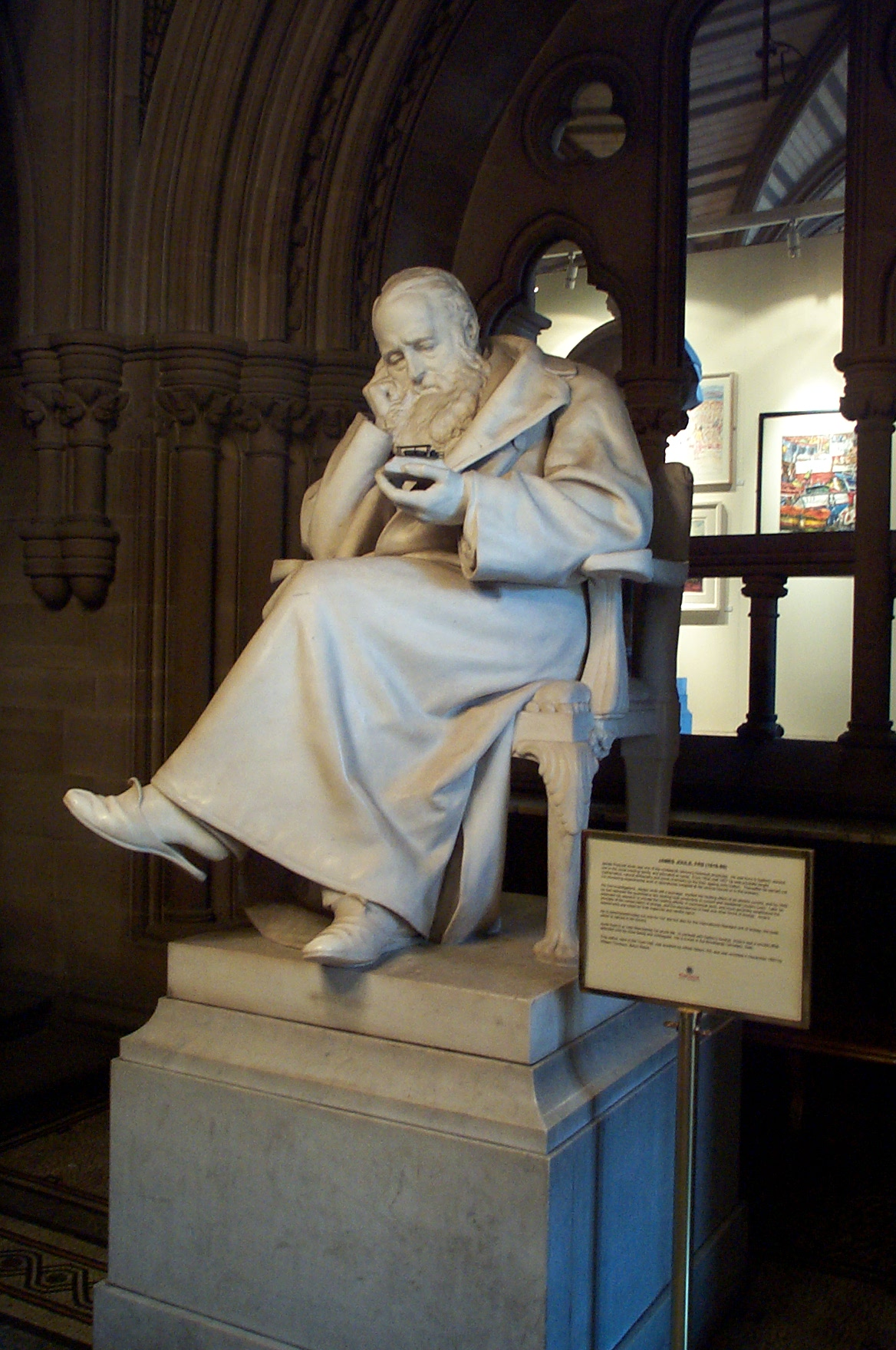
ジュール像

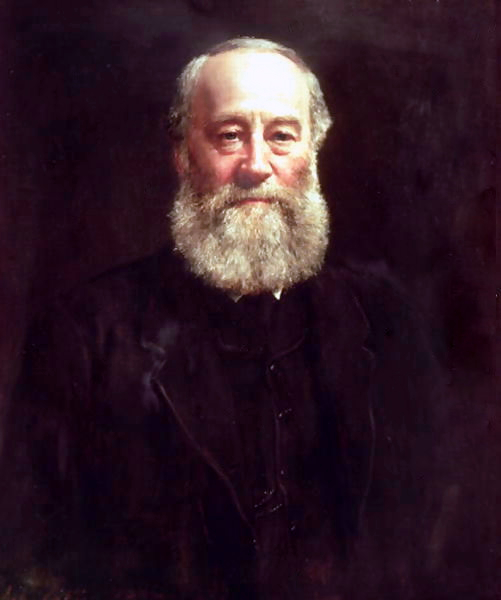
ジョン・コリア画（1882年）

ジュールは、ユリウス・ロベルト・フォン・マイヤー、ヘルムホルツと共に、エネルギー保存則（熱力学第一法則）の発見者とみなされている。特に、熱の仕事当量を実験的に算出した功績は大きく、ジュールの業績の筆頭としてあげられる。
他にも、1840年代はジュールの法則の発見や、磁性体を磁化することにより、わずかな変形が生じるという磁歪の発見などの業績をあげている。
1850年代以降は、熱力学の中心人物はトムソンらに移ってきて、ジュールは以前の熱の仕事当量ような大きな業績はあげられなかったが、それでも、ジュール=トムソン効果や、グー=ジュール効果の実験などの成果を出している。
ジュールは正規の教育を受けず、大学教授などの職にもつくことがなく、生涯をひとりの実験家として生き、科学史に残る多くの実験を行った。それを可能にしたのは、ひとつにはジュール家の豊かな財産であった。ジュールが熱力学に与えた貢献は、この財産と引き換えにしたものでもあった。
そして、ドルトンによる教育と、マンチェスターの環境もひとつの要因であった。ジュールは、産業革命の中心地だったマンチェスターの学問を身近に学び、また学会との接触もあったので、そこで自らが発表することも可能であった。
また、ジュールの特徴として、その精密な実験があげられる。熱の仕事当量の測定は、水のわずかな温度上昇をもとに算出されており、当時では考えられない精度をもっていた。実験自体にも細心の注意を払っていた。例えばジュール=トムソン効果の実験は、道を通る車馬の影響を避けるため、夜に行った。また、1878年の熱の仕事当量の測定では、測定中に鉄がこすれたときに出る音のエネルギーまで計算して補正を行った。このような実験から、ジュールの業績は生み出されたのである。